# Dany
Daniel Henrotin, född 28 januari 1943,  är en belgisk serieskapare. Han är mest känd under pseudonymen "Dany" och skapare av Oliver och Colombina och erotiska skämtserier.
1968 skapade Dany (teckning) och Greg (manus) Oliver och Colombina för serietidningen Tintin. Tillsammans med Greg illustrerade han även Jo Nuage et Kay McCloud, en parodi på superpoliser.
1975 träffade han Jean Van Hamne och började teckna En historia utan hjältar (Historie sans héros), hans första realistiska serie.
Från 1980 och framåt har han fokuserat på erotiska serier. Hans genombrott inom genren var Skäms du inte? (Ça vous intéresse?), som trycktes 1990. De följande åren kom mer erotiska serier ut. 1992 skapade Dany en ny äventyrsserie – Equator – med handlingen förlagd till Centralafrika.